# PHP
 Ovo je glavno značenje pojma PHP. Za druga značenja pogledajte PHP (razdvojba).
PHP (rekurzivni akronim i backronim za „PHP: Hypertext Preprocessor“, prije „Personal Home Page Tools“) je jedan programski jezik koji se orijentira po C i Perl sintaksi, namijenjen prvenstveno programiranju dinamičnih web stranica. PHP je kao slobodni softver distribuiran pod PHP licencnim uvjetima. PHP se ističe širokom podrškom raznih baza podataka i internet protokola kao i raspoloživosti brojnih programerskih knjižnica.

## Općenito o PHP-u
Prve verzije su se zvale PHP/FI (Personal Home Page Tools/Forms Interpreter) i bile su skup perl skripti, koje je razvio Rasmus Lerdorf za brojanje posjeta na svojoj privatnoj web stranici. To je bilo negdje oko 1995. godine.
Poslije, kada je nastala potreba za više funkcija razvio je novu verziju u programskom jeziku C, koja je mogla raditi s bazama podataka i omogućila je korisnicima programirati jednostavne dinamične web stranice. Rasmus je odlučio objaviti PHP kao slobodni softver, tako da ga svatko može poboljšati.
Danas je PHP jedan od najzastupljenijih programskih jezika za programiranje web aplikacija. Vrline su mu jer je jako sličan C-u, lako se pamti, i lako se pamti svi većina kodova.

## Povijest
1997. godine PHP/FI 2.0 (druga inačica) bila je kult za nekoliko tisuća korisnika širom svijeta. Oko 50.000 webstranica imalo je potpis instalacije 'PHP/FI 2.0', što znači da je onda 1% svih web stranica na internetu koristilo PHP. Iako su i drugi korisnici doprinijeli izvornom kodu, bio je to projekt jedne jedine osobe.
Ukratko nakon službenog izdanja 'PHP/FI 2.0'-a u studenom `97, bio je zamijenjen prvom alfa verzijom PHP-a 3 (PHP3).
- PHP3
- PHP4
- PHP5
- PHP7

## Sintaksa
Sintaksa prve verzije je bila slična perlu, ali jednostavnija i skučena. Ipak je imala varijable kao perl, automatsku interpretaciju varijabli web formi i u HTML-u ukorijenjenu sintaksu.

## PHP framework-ci
U izradi kompleksnih aplikacija PHP programeri često pribjegavaju uporabi web framework-a:
- Laravel
- CodeIgniter
- CakePHP
- Symfony
- Zend Framework
- Phalcon
- Yii

## PHP editori

### Windows
- ConTEXT
- Crimson Editor
- Notepad++
- Programmer's Notepad
- PSPad
- Dreamweaver

### Linux
- Bluefish
- Geany
- gedit
- gPHPEdit
- Kate
- Quanta Plus
- vi (editor)
- emacs

### Mac OS X
- Coda
- TextMate
- Smultron
- TextWrangler
- Eclipse

### Multiple OS
- PHPStorm — PHP IDE for developing smarter, not harder
- Sublime Text
- Aptana
- Eclipse - PHP Development Tools
- Emacs

## Konkurencija
PHP naravno nije jedini specijalizirani programski jezik za izradu web aplikacija, vidi također:
- JSP - Sun-ova inačica Jave za izradu web aplikacija
- ASP - razvijen od strane Microsofta
- CFM - "ColdFusion" tvrtke Adobe

Naravno, moguće je i jezicima opće namjene kreirati web aplikacije, bio to C, Perl ili čak Fortran.

## Vanjske poveznice
- php.hr - Udruga PHP programera Hrvatske
- php.net
- Dokumentacija
- PEAR - skriptna i objektna biblioteka
- PHP-muzej
- PHP.com.hr - Neslužbena hrvatska PHP stranica  Arhivirana inačica izvorne stranice od 13. listopada 2007. (Wayback Machine)